# 波默罗伊号车辆运输舰 (T-AKR-316)
波默罗伊号车辆运输舰（英語：USNS Pomeroy，舷號T-AKR-316）是沃森级车辆运输舰的第七艘，以荣誉勋章获得者，在朝鲜战争中阵亡的拉尔夫·E·波默罗伊上等兵（Ralph E. Pomeroy）命名。
2001年3月10日该舰下水，并于2001年8月14日服役。它是美国军事海运司令部所属的19艘大型中速滚装船中的一艘，也是执行战略预置任务的33艘运输舰中的一员。
据英国卫报报道，左翼人权组织“缓刑”（Reprieve）认定波默罗伊舰及其7艘姊妹舰和其他9艘美国海军舰船被用于秘密关押罪犯。